# Serica longula
Serica longula är en skalbaggsart som beskrevs av Frey 1972. Serica longula ingår i släktet Serica och familjen Melolonthidae. Inga underarter finns listade i Catalogue of Life.